# ヌーベルベースボールクラブ
ヌーベルベースボールクラブは、千葉県松戸市に本拠地を置き、日本野球連盟に加盟する社会人野球のクラブチームである。

## 概要
2002年、千葉県松戸市の野球愛好家が社会人野球のクラブチームとして『松戸B.C TYR（まつどベースボールクラブ・ティール）』を立ち上げ、翌2003年に日本野球連盟に加盟を果たした。
2004年の都市対抗野球兼クラブ選手権千葉県1次予選で公式戦初勝利を挙げ、6チーム中（当時）5位となったが、JFE東日本、かずさマジック、JR千葉支社硬式野球クラブがクラブ選手権の出場資格を有していなかったため、千葉県第2代表として同大会の南関東2次予選に進出した（初戦敗退）。
2013年12月18日付けで、チーム名を『NITC（エヌアイティクラブ）』に改称した。
2016年8月、チーム名を『ヌーベルベースボールクラブ』に改称した。映像制作会社のヌーベルグループが運営支援を行う。

## 設立・沿革
- 2002年 - 『松戸B.C TYR』として発足。
- 2003年 - 日本野球連盟に加盟。
- 2014年 - チーム名を『NITC』に改称。
- 2016年 - チーム名を『ヌーベルベースボールクラブ』に改称。

## 元プロ野球選手の競技者登録
- 山上信吾（元読売ジャイアンツ） - 投手（2021年）→ 退団（同年途中に神奈川フューチャードリームス入団）

## かつて在籍した選手・コーチ・監督
- 桑原秀和（外野手） - 松戸B.C TYR時代に選手として在籍した。退団後、日本海テレビジョン放送アナウンサー→静岡放送アナウンサーを経て、2022年からフリーアナウンサーに転身した。